# Travedona-Monate
Travedona-Monate es una localidad y comune italiana de la provincia de Varese, región de Lombardía, con 3.960 habitantes.

## Evolución demográfica
| Gráfica de evolución demográfica de Travedona-Monate entre 1861 y 2001 |
|                                                                        |
| Fuente ISTAT - elaboración gráfica de Wikipedia                        |